# Feuerwehr Siegen
Die Feuerwehr Siegen mit Sitz in der Feuer- und Rettungswache in der Weidenauer Straße in Siegen ist verantwortlich für den vorbeugenden Brandschutz, die Technische Hilfeleistung, die Brandbekämpfung und den Rettungsdienst in der Stadt Siegen sowie Teilen der Bundesautobahn 45. Sie gehört zum Verwaltungsbereich Feuerschutz und Rettungsdienst und war bis zum 1. April 2023 eine Freiwillige Feuerwehr (FF) mit hauptamtlichen und ehrenamtlichen Kräften. Ab diesem Zeitpunkt wurde sie zu einer Berufsfeuerwehr (BF) und einer Freiwilligen Feuerwehr (FF) mit insgesamt 20 Einheiten in 13 Brandschutzbezirken umgegliedert.

## Berufsfeuerwehr
Das Gesetz über den Brandschutz, die Hilfeleistung und den Katastrophenschutz in Verbindung mit der Gemeindeordnung des Landes Nordrhein-Westfalen gibt den Großen kreisangehörigen Städten die Möglichkeit, neben einer Freiwilligen Feuerwehr eine Berufsfeuerwehr einzurichten. Kreisfreie Städte sind hierzu verpflichtet. Bis zum Jahr 2023 hielt die Feuerwehr Siegen dafür neben den freiwilligen Einheiten rund 110 hauptamtliche Feuerwehrleute vor. Aufgrund der Einwohnerzahl von aktuell mehr als 101.000 Einwohnern wurde nach einer vom Rat der Stadt Siegen am 22. Februar 2023 beschlossenen Organisationsänderung die hauptamtliche Wache zu einer Berufsfeuerwehr umgegliedert. Die Berufsfeuerwehr wird, wie bisher die hauptamtlichen Kräfte der Feuerwehr Siegen, ihren Sitz in der Feuer- und Rettungswache in der Weidenauer Straße 270 im Brandschutzbezirk 1 (BSB 1) haben. Sie ist neben dem vorbeugenden Brandschutz, der Technischen Hilfeleistung und der Brandbekämpfung ebenfalls für den Rettungsdienst zuständig und hält dafür fünf Rettungswagen sowie zwei Notarzteinsatzfahrzeuge vor. Neben der bodengebundenen Rettung stellt die Feuerwehr Siegen neun HEMS Technical Crew Member (Luftrettungsassistenten), die auf dem Rettungshubschrauber Christoph 25 eingesetzt werden. Darüber hinaus hat die Feuerwehr Siegen weitere Facheinheiten aufgestellt, wie eine Höhenrettungsgruppe, eine Rettungshundestaffel, den ABC-Zug und ein PSU-Team für eine psychosoziale Unterstützung. Diese Facheinheiten können auf Anforderung auch außerhalb des Zuständigkeitsbereiches der Feuerwehr Siegen tätig werden. Die Alarmierung der Berufsfeuerwehr sowie der Freiwilligen Feuerwehr erfolgt über die Kreisleitstelle Siegen-Wittgenstein durch digitale Funkmeldeempfänger.

## Freiwillige Feuerwehr
Die Freiwillige Feuerwehr der Universitätsstadt Siegen wurde am 18. Juni 1865 gegründet. Beim Novemberpogrom 1938 wurde die Synagoge durch SS- und SA-Männer am 10. November bei helllichtem Tag angezündet. Die Feuerwehr beschränkte sich darauf, die umliegenden Gebäude, hier vor allem das städtische Krankenhaus, mit Wasser abzukühlen.
Derzeit besteht die Freiwillige Feuerwehr aus 20 Einheiten, deren Standorte sich in den Brandschutzbezirken (BSB) 2 bis 14 befinden. Hinzu kommen noch die Facheinheiten ABC sowie die Facheinheit RHOT. Die Facheinheit ABC setzt sich aus allen Einheiten der Feuerwehr Siegen zusammen. Kommt es zu einer Alarmierung, kommt das benötigte Personal aus dem gesamten Stadtgebiet, daher hat die Facheinheit ABC keinen eigenen Standort. An der Feuer- und Rettungswache steht zusätzlich ein Wechselladerfahrzeug, das in Kombination mit einem Abrollbehälter-Gefahrgut ebenfalls zur Facheinheit ABC gehört und im Einsatzfall durch die Berufsfeuerwehr besetzt wird. Die Facheinheit RHOT ist bei der Einheit Achenbach stationiert und verfügt über einen Gerätewagen-Rettungshund. Zu den Einheiten der Freiwilligen Feuerwehr gehören die Jugendfeuerwehr sowie die Kinderfeuerwehr. Außer im Brandschutzbezirk 3 wurde in jedem Brandschutzbezirk eine Jugendfeuerwehr eingerichtet. Die Kinderfeuerwehren befinden sich an den Standorten Alchetal, Eiserfeld, Eisern, Geisweid, Kaan-Marienborn, Oberschelden/Gosenbach und Langenholdinghausen, Birlenbach und Meiswinkel.
Seit dem Jahr 1950 besteht in der Feuerwehr Siegen die Einheit Oberschelden mit dem Spielmannszug Oberschelden e. V., dessen Mitglieder seit 2004 auch offizielle Mitglieder der Feuerwehr Siegen sind.
| BSB | Name                | Standort                               | Fahrzeuge                                          | Gründungsjahr |
| --- | ------------------- | -------------------------------------- | -------------------------------------------------- | ------------- |
| 2   | Geisweid            | Bachstraße 4, 57078 Siegen             | HLF 20, TLF 3000, DLA(K) 23/12, GW-L1, ELW 1       |               |
| 2   | Sohlbach-Buchen     | Gutenbergstraße 98, 57078 Siegen       | LF 10                                              | 1883          |
| 3   | Setzen              | Schützenwiese 34, 57078 Siegen         | LF 10, TLF 16/24, MTF                              |               |
| 4   | Birlenbach          | Birlenbacher Straße 160, 57078 Siegen  | LF 10, TLF 8/18, MTF                               | 1925          |
| 4   | Langenholdinghausen | Fußfeld 8, 57078 Siegen                | LF 10/6, SW KatS, Krad                             | 1933          |
| 4   | Meiswinkel          | Im Gäßchen 3, 57078 Siegen             | MLF                                                |               |
| 5   | Weidenau            | Stockweg 9, 57076 Siegen               | LF 20 KatS, TLF 3000, GW-L1, MTF                   | 1877          |
| 6   | Bürbach             | Im Wiesengarten 16, 57074 Siegen       | LF 10, ELW 1                                       | 1926          |
| 6   | Hain                | Oststraße 34, 57074 Siegen             | LF 10, LF 10, KdoW                                 | 1864          |
| 6   | Hammerhütte         | Effertsufer 96, 57072 Siegen           | LF 20, GW-L1, MTF                                  |               |
| 7   | Alchetal            | Freudenberger Straße 336, 57072 Siegen | LF 10, TLF 3000, GW-L2, MTF                        | 1860          |
| 8   | Feuersbach          | Deuzer Straße 242, 57074 Siegen        | LF 10, MTF                                         | 1957          |
| 8   | Volnsberg           | Rabenhainstraße 120, 57074 Siegen      | LF 10                                              | 1888          |
| 8   | Kaan-Marienborn     | Augärtenstraße 9, 57074 Siegen         | HLF 20, TLF 24/50, MTF                             |               |
| 9   | Gosenbach           | Keppelscher Hof 41, 57080 Siegen       | LF 10, MTF                                         | 1885          |
| 9   | Oberschelden        | Oberschelder Straße 81, 57080 Siegen   | HLF 10, ELW 1                                      | 1910          |
| 10  | Eisern              | In der Bitze 28, 57080 Siegen          | HLF 10, TLF 3000, ELW 2, MTF                       | 1910          |
| 11  | Eiserfeld           | Gartenstraße 2, 57080 Siegen           | HLF 20, TLF 16/24, DLA(K) 23/12, GW-L1, ELW 1, MTF | 1877          |
| 13  | Achenbach           | Im Samelsfeld 57, 57072 Siegen         | TLF 16/25, GW-RHund                                | 1937          |
| 14  | Niederschelden      | Bogenstraße 74, 57080 Siegen           | LF 10/6, TLF 8/18, MTF                             | 1900          |

### Ehemalige Einheiten
| Name                    | Standort                              | Auflösungsgrund | Auflösungsjahr | Gründungsjahr |
| ----------------------- | ------------------------------------- | --------------- | -------------- | ------------- |
| Löschgruppe Breitenbach | Netphener Straße, 57074 Siegen        | Personalmangel  |                |               |
| Löschgruppe Dillnhütten | Geisweider Straße 168, 57078 Siegen   | Personalmangel  |                | 1924          |
| Löschgruppe Fludersbach | Fludersbach 70, 57074 Siegen          | Personalmangel  |                |               |
| Löschgruppe West        | Freudenberger Straße 67, 57072 Siegen | Personalmangel  |                |               |
| Messeinheit Siegen      | Numbachstraße 2, 57072 Siegen         | Personalmangel  | 2024           |               |